# 後藤文子
後藤 文子（ごとう ふみこ）は、日本の美術史家、美学者。慶應義塾大学文学部教授、慶應義塾大学アート・センター副所長、国立新美術館評議員。日本博物館協会棚橋賞等受賞。

## 人物・経歴
東京都生まれ。1989年成城大学文芸学部芸術学科卒業、博物館学芸員資格取得。1995年文部技官任官、東京国立博物館学芸部企画課普及室研究員。1996年慶應義塾大学大学院文学研究科単位取得退学。1997年日本博物館協会棚橋賞受賞。
1999年宮城県美術館学芸部学学芸員。2004年宮城県美術館学芸部研究員。2006年美術館連絡協議会図録奨励賞受賞。2009年慶應義塾大学文学部准教授。2012年慶應義塾大学アート・センター副所長。
2015年フンボルト大学ベルリン美術史・イメージ史研究所訪問教授、日本学術振興会科学研究費第2段審査委員（美術史）。2016年『美学』編集委員。2017年慶應義塾大学文学部教授、西脇順三郎学術賞選考委員。
2018年川口市美術館建設基本構想・基本計画審議会委員。2021年国立新美術館評議員、宮城県美術館協議会美術品収集専門部会委員。2022年美学会若手研究者フォーラム委員長。近代ドイツ語圏における西洋美術史、庭園芸術学を専攻。

## 著作
- 『ゴッホへの招待』（朝日新聞出版編）朝日新聞出版 2016年
- 『ムンクへの招待』（朝日新聞出版著）朝日新聞出版 2018年
- 『ムンク展-共鳴する魂の叫び 公式ガイドブック』（朝日新聞出版編）朝日新聞出版 2018年
- 『ドイツ近代造園とゲーテ ―― ヴァイマルの「ゲーテ荘園の庭」修復（1948−49年）を中心に ―― Moderne deutsche Gartenkunst und Goethe. Zur Restaurierung von Goethes Gartenhaus in Weimar (1948/49)』（日独二か国語版） 明文書房 2020年
- 『科学と芸術』（酒井邦嘉, 前田富士男, 田中純, 外山紀久子他と共著）中央公論新社 2022年

### 訳書
- パウル・クレー作『パウル・クレー : 絵画と音楽』岩波書店 2009年